# San Andrés Cabecera Nueva
San Andrés Cabecera Nueva es una localidad del estado mexicano de Oaxaca. Es cabecera del municipio de San Andrés Cabecera Nueva.

## Demografía
| Censo | Población |
| ----- | --------- |
| 1900  | 873       |
| 1910  | 1154      |
| 1921  | 602       |
| 1930  | 465       |
| 1940  | 539       |
| 1950  | 449       |
| 1960  | 421       |
| 1970  | 535       |
| 1980  | 277       |
| 1990  | 394       |
| 1995  | 357       |
| 2000  | 341       |
| 2005  | 327       |
| 2010  | 380       |
| 2020  | 366       |